# Richard Lienhard
Richard Lienhard (* 1919; † Juli 2014) war ein Schweizer Jurist, Journalist und Politiker (SP).

## Leben
Lienhard wuchs im Kanton Schaffhausen auf. Er studierte Rechtswissenschaft und promovierte 1944 an der Universität Bern. 1952 trat er der SP bei. Ab 1954 lebte er in Zürich, wo er 1961 zum Bezirksgerichtspräsidenten gewählt wurde. Ebenfalls ab 1961 gehörte er zwanzig Jahre lang dem Zürcher Gemeinderat an. Von 1960 bis 1980 war er Redaktor der sozialdemokratischen Zeitschrift Rote Revue bzw. Profil. 1984 trat er aus der SP aus, er stand danach der Zürcher SVP nahe.